# Московски държавен университет
Вижте пояснителната страница за други значения на Ломоносов.
Московският държавен университет „М. В. Ломоносов“ (бивш Императорски московски университет) (на руски: Московский государственный университет им. М. В. Ломоносова), известен и като МГУ, e най-големият и най-престижен университет на Русия. МГУ е център на руската наука и култура, намира се в Москва и включва 15 научно-изследователски института, 43 факултета, над 300 катедри и филиали, в тях се обучават над 50 хил. души.

## История
Императорски Московски университет
МГУ е основан с указ на императрица Елизавета от 1755 г. по инициатива на учения Михаил Ломоносов и нейния любимец генерал Иван Шувалов. Традиционно за дата на основаване на МГУ се счита 25 януари (Татянинден), който се чества като ден на руските студенти. 
През XVIII век в състава на университета са три факултета: факултет по философии, медицински факултет и правен факултет. Университетското издателство на МГУ е основано от Николай Иванович Новиков през 1780 година. По това време започват да се създават първите научни общества към Московския университет (виж по-долу списък с научните общества на МГУ). 
След революцията
След революцията от 1917 г. е преименуван на Московски държавен университет. Предприетият курс на „демократизация“ и „пролетаризация“ на университета (с публикуван декрет за допускане във ВУЗ-а и без изпити на всички младежи над 16 години, независимо от подготовката), което става и основата през 1918 г. за създаването на студентски съвет в МГУ. 
През 1929 година е създаден Химическият факултет на МГУ.
На 7 май 1940 г. на университета е присвоено името на Ломоносов.
МГУ след 1945 г.
В МГУ учат българи и преди 1945 г., но след създаването на Източния блок това става по-лесно и така се усилват връзките между българските университети и Московския университет, особено в областта на медицината. 

### Научни общества
- Физико-медицинско общество[3] (1804 г.)
- Общество на математиците (1811 г.)
- Московско математическо общество (1864 г.)
- Хирургическо общество (1873 г.)
- Руско библиографическо общество (1889 – 1930 г.)
- Историческо общество (1893 г.)
- Руско офталмологично общество (1889 г.)
- Педагогическо общество Московски университет[4] (1898 г.)

и други. 

## Структура
Учебната структура на МГУ включва 43 факултета.
Физическият факултет на МГУ е създаден през 1933, а Историческият факултет през 1934 г. През 1992 г. Медицинският факултет е преобразуван във Факултет по фундаментална медицина. 
Има филиали в Севастопол, Пущино, Черноголовка, Астана (Казахстан) и Ташкент (Узбекистан). 
Университетът разполага със следните институти:
- Институт по механика
- Научно-изследователски институт по ядрена физика
- Научно-изследователски изчислителен център
- Научна библиотека на МГУ – една от най-големите в страната
- Научноизследователски институт и музей по антропология „Анучин“
- Институт по теоретична и математическа физика
- Музей по земезнание на МГУ
- Зоологически музей на МГУ
- Ботаническа градина на МГУ

## Галерия
- Главна сграда на Московския университет, централно тяло, последни етажи
- Главна сграда на Московския университет, кулата с термометъра
- Университетска ботаническа градина, божури от сорта „Lady Alexandra Duff“
- Институт по радиотехника и електроника
- Старите корпуси на Московския университет, Институти по зоология и по ботаника
- Геологически музей „Вернадски“
- Старият корпус на Московския университет на ул. „Моховая“, вече Институт за Азия и Африка
- „Манежная площадь“
- Факултет по журналистика с паметник на М. В. Ломоносов
- Сграда на Фундаменталната библиотека на Московския университет до Факултета по журналистика

## Филиали
- Филиал в Севастопол (Украйна), основан през 1999 г.
- Филиал в Астана (Казахстан), основан през 2000 г.
- Филиал в Ташкент (Узбекистан), основан през 2006 г.
- Филиал в Баку (Азърбайджан), основан през 2008 г.
- Филиал в Душанбе (Таджикистан), основан през 2009 г.
- Филиал в Ереван (Армения), основан през 2015 г.

- Филиал на Московския университет в Севастопол
- Филиал на Московския университет в Ташкент
- Филиал на Московския университет в Баку
- Филиал на Московския университет в Душанбе

## Видни възпитаници
Лауреати на Нобелова награда по физика
- Игор Там
- Иля Франк
- Виталий Гинзбург
- Алексей Абрикосов

Лауреати на Нобелова награда по химия
- Николай Семьонов

Лауреати на Нобелова награда за мир
- Андрей Сахаров
- Михаил Горбачов

Лауреати на Филдсова награда
- Сергей Новиков
- Григорий Маргулис
- Владимир Дринфелд
- Максим Концевич
- Владимир Воеводский
- Андрей Окунков

## Рейтинг
| Глобален рейтинг             | 2015 | 2016 | 2017 | 2018 | 2019 | 2020 | 2021 |
| ---------------------------- | ---- | ---- | ---- | ---- | ---- | ---- | ---- |
| QS World University Rankings | 114  | 108  | 108  | 95   | 90   | 84   | 74   |